# Alfredo Wagner
Alfredo Wagner es un municipio brasileño del estado de Santa Catarina. TIene una población estimada al 2020 de 10 086 habitantes.

## Historia

### Prehistoria
A principios de la década de 1990, profesores de la Universidad Federal de Santa Catarina descubrieron fósiles de Mesosaurios en Alfredo Wagner, de hace 220 000 000 años.

### Orígenes
El primer hombre en establecerse en la localidad fue Serafim Muniz de Moura en la década de 1840, famoso republicano y excombatiente en la Guerra de los Farrapos.
El 8 de noviembre de 1853 se fundó la Colônia Militar de Santa Teresa, el territorio de esta colonia cubre gran parte del actual municipio.
A partir del trabajo de los colonos-soldados, se ocupó el territorio del actual municipio debido a la protección ofrecida por el ejército y las facilidades para la adquisición de terrenos. No hubo direccionamiento de inmigrantes alemanes a la Colônia Militar Santa Thereza, sin embargo, algunos inmigrantes, sus hijos y nietos, al no haberse adaptado en las regiones donde se asentaron, gradualmente se fueron asentando en la Colonia Militar. El progreso y desarrollo del sitio fue interrumpido por la Proclamación de la República.
En 1893 durante la Revolución Federalista, un soldado que escapaba se perdió de su grupo y fue encontrado congelado días después. La tumba de dicho soldado es un sitio muy concurrido, que según los residentes "Soldadinho" es milagroso.

### Formación administrativa
Se convirtió en distrito en 1957 y se emancipó políticamente de Bom Retiro el 21 de diciembre de 1961, mediante la ley n°806. 
Se instaló el nuevo municipio el 29 de diciembre de 1961. Su primer alcalde fue Sr. Alfredo Wagner Júnior, hijo de Alfredo Henrique Wagner, de quien se tomó su nombre al municipio.